# Tambre
Tambre is een gemeente in de Italiaanse provincie Belluno (regio Veneto) en telt 1501 inwoners (31-12-2004). De oppervlakte bedraagt 45,6 km², de bevolkingsdichtheid is 33 inwoners per km².

## Demografie
Tambre telt ongeveer 690 huishoudens. Het aantal inwoners daalde in de periode 1991-2001 met 7,6% volgens cijfers uit de tienjaarlijkse volkstellingen van ISTAT.
| Jaar | Inwoneraantal |
| ---- | ------------- |
| 1991 | 1654          |
| 2001 | 1529          |

## Geografie
De gemeente ligt op ongeveer 922 m boven zeeniveau.
Tambre grenst aan de volgende gemeenten: Aviano (PN), Barcis (PN), Budoia (PN), Caneva (PN), Chies d'Alpago, Farra d'Alpago, Fregona (TV), Polcenigo (PN), Puos d'Alpago.